# Бріклберрі
Бріклберрі (англ. Brickleberry) — американський мультсеріал, що стартував на телеканалі Comedy Central 25 вересня 2012 року, було випущено три сезони. Творці серіалу: Роджер Блек, Вако Оджин і Деніел Тош. Сюжет розгортається навколо рейнджерів-розбишак, що дивом залишаються на своїх робочих місцях після закриття парку де вони працюють. На допомогу їм приходить новенька дівчина-рейнджер, чия мета — перетворити і зберегти заповідник. Усе це виглядає особливо комічним, адже часто лісу і його жителям погрожують ті, хто повинен їх охороняти.

## Місце дії
Більша частина подій серіалу відбувається у вигаданому національному парку «Бріклберрі», а також в прилеглому місті. Найпопулярнішими місцями поза парком є лікарня з лікарем без ліцензії і стрип-клуб.

## Персонажі
- Стів Віль'ямс (англ. Steve Williams) — самовпевнений, але незграбний і безглуздий доглядач парку, який ставиться до своєї роботи занадто серйозно. Впродовж декількох років він отримував звання «рейнджера місяця», і тепер, коли в парку і з'явилася Етель, краща, ніж він, Стів готовий піти на все, щоб зберегти це звання. Незважаючи на низький рівень інтелекту, він дуже добре знає парк Бріклберрі. Можливо тому, що виріс в ньому, оскільки його батько також був рейнджером. З дитинства він мріяв працювати у Бріклберрі і втілив свою мрію після того, як його батько безвісти зник в парку.
- Етель Андерсон (англ. Ethel Anderson) — 25-річна приваблива жінка-рейнджер. Вона була «рейнджером місяця» в Національному парку Єллоустон і була переведена у Бріклберрі для поліпшення парку. Етель має екстраординарні навички рейнджера, але вона набагато скромніша, ніж Стів, який бачить в ній загрозу своєму званню «рейнджера місяця», тоді як Етель розуміє, що він лише незграбний ідіот. Етель часто зустрічається з «поганими» хлопцями, і один раз навіть мала стосунки з ведмедем. Також вона алкоголік, що швидше за все і спричинило її перехід з національного парку Єллоустон до Бріклберрі.
- Вудроу «Вуді» Джонсон (англ. Woodrow «Woody» Johnson) — 55-річний доглядач з військовим минулим, що колись знімався в порно. Вуді — головний рейнджер Бріклберрі, йшов до цього 30 років. Інтереси парку для нього завжди на першому місці, він щосили намагається підвищити кількість туристів у парку. Одного разу випадково признається Малою, що, коли померла його мати, його батько примушував його одягатись в її нижню білизну. Втрачає глузд під час азартних ігор, намагаючись відігратися до останнього, через що був буквально розпроданий на органи Малоєм, якому заборгував. У одній з серій з'ясовується, що в минулому Вуді був порнозіркою.
- Малой (англ. Malloy) — ведмідь грізлі, що вміє розмовляти. З'явився в парку після того, як Стів випадково застрелив його батьків і був приручений з малих років рейнджером Вуді, який дозволяє йому грати у відеоігри весь день і їсти нездорову їжу. Незважаючи на свій милий зовнішній вигляд, Малой дуже грубий, має комплекс переваги і дуже самозакоханий. Він любить знущатися і жартувати над рейнджерами, особливо над Стівом, вважаючи його жалюгідним і ні на що не здатним. Також він неодноразово ставав об'єктом насильства місцевого «любителя тварин».
- Дензел Джексон (англ. Denzel Jackson) — афроамериканець, який нічого не тямить у своїй роботі рейнджера, але не може бути звільнений, тому що він працює на державну установу і є національною меншістю. Дензела збуджують літні білі жінки.
- Конні Кунаман (англ. Connie Cunaman) — жінка-рейнджер, лесбійка, у якої величезне тіло і грубий голос, що часто помилково сприймається за чоловіка або тварину. Вона лесбійка, що дає їй деякі суперздібності, які вона називає «гей-силою». Конні здатна підняти такі важкі речі, як дерева, ведмедя, і навіть бомбу.

## Виробництво

### Задумка
Творці серіалу, Вако О'Ґуїн і Роджер Блек, познайомилися в Університеті Джорджії в 1999 році. Ідея серіалу виникла завдяки тестю О'Ґвіна, відставному рейнджеру, який дуже серйозно ставився до своєї роботи. Вони з Блеком знаходили його серйозність кумедною і почали задумувати шоу у 2003 році. Вони почали представляти "Бріклберрі" як програму в прямому ефірі після закриття їхнього скетч-комедійного шоу "Stankervision" на MTV2. Він був адаптований для анімації через проблеми з бюджетом. Телерадіокомпанія Fox замовила пілотний епізод у 2007 році, але відмовилася від серіалу, вважаючи його занадто образливим.
Агент дуету з William Morris Agency зв'язав їх з коміком Деніелом Тошем, популярність якого на той час зростала завдяки його серіалу "Tosh.0" на каналі Comedy Central. Тош шукав інші проекти поза своєю програмою і підтримав шоу, яке вони подали на Comedy Central. Телеканал хотів, щоб вони розробили ще один пілотний проект, але вони відмовилися, віддавши його каналу Adult Swim, який був готовий замовити 10 серій комедії. Comedy Central тоді поступився і придбав шоу, замовивши 10-серійний перший сезон у 2011 році.

### Написання
Коментуючи гумор серіалу, О'Ґуїн вважає, що всі цілі є "чесною грою": "Якщо ви розумні і не намагаєтеся шокувати заради шоку, ви можете зробити смішним майже все". Передбачаючи занепокоєння, що шоу буде занадто схожим на "Гріффінів", сценаристи наклали правило меншої кількості відсилань до поп-культури, щоб відрізнити їх.